# Acerocnema macrocera
Acerocnema macrocera ist ein Zweiflügler aus der Familie der Dungfliegen (Scathophagidae).

## Merkmale
Mit einer Körperlänge von etwa 3 mm ist Acerocnema macrocera eine ungewöhnlich kleine Art aus der Familie der Dungfliegen. Der Thorax ist von grau gefärbt, dabei sind zwei dunkleren Linien erkennbar. Der Hinterleib ist schwarz, die Beine gelblich-rot, wobei eine auffällige Bedornung der Vorderbeine (wie sie etwa bei der Gattung Norelisoma auftritt) fehlt. Die großen Fühler sind schwarz, an der Basis leicht gelblich. Im Gegensatz zu vielen anderen Vertretern der Dungfliegen tragen die Flügel keine auffälligen Markierungen, sind jedoch am Ansatz gelblich gefärbt. Das Scutellum trägt zwei Borstenpaare, Orbitalborsten und Ocellarborsten sind vorhanden und die Taster stark verbreitert ausgebildet.

## Vorkommen
Die Art wurde bisher aus Italien, Österreich, der Tschechischen Republik, der Slowakei, Ungarn, Deutschland, Belgien, den Niederlanden, Dänemark, Finnland, Schweden und Polen nachgewiesen. In Deutschland sind Fundorte aus Bayern, Niedersachsen und Thüringen bekannt.

## Lebensweise
Acerocnema macrocera ist eine Art des zeitigen Frühlings, deren Aktivitätsphase im ersten Märzdrittel beginnt und Anfang Mai endet. Erwachsene Fliegen finden sich in Beständen des Gefingerten Lerchensporns (Corydalis solida), wo auch die Partnersuche und Paarung stattfindet. Die Weibchen legen ihre Eier an den sich entwickelnden Schoten des Lerchensporns ab.

## Taxonomie
Die Art wurde von 1826 von Meigen als Cordylura macrocera beschrieben und 1896 von Becker in die von ihm neu aufgestellte Gattung Acerocnema eingegliedert. Diese Gattung umfasst heute fünf Arten, von denen aber nur A. macrocera in Mitteleuropa beheimatet ist.